# Speedskiing vid olympiska vinterspelen 1992
Resultat från tävlingarna i speedskiing vid olympiska vinterspelen 1992. Det var ingen medaljsport. Tävlingen gick ut på att nå den högsta hastigheten. Anläggningen var i Les Arcs, ungefär 60 km från Albertville. Michael Prufer, en 31-årig doktor från Savoie, förbättrade sitt eget världsrekord från 1988 med 5.558 km/h. Tävlingarna skakades dock av schweizaren Nicolas Bochatay dödsfall under träningen på finaldagen, detta var det tredje dödsfallet i olympiska vinterspelen.
Tarja Mulari från Finland slog damernas världsrekord. Den nya tiden var ca 5 km/h bättre än det tidigare rekordet.

## Herrar
| Pl. | Idrottare                 | Hastighet |
| --- | ------------------------- | --------- |
| 1   | Michael Prufer (FRA)      | 229.299   |
| 2   | Philippe Goitschel (FRA)  | 228.717   |
| 3   | Jeffrey Hamilton (USA)    | 226.700   |
| 4   | Laurent Sistach (FRA)     | 225.000   |
| 5   | Claude Basile (FRA)       | 223.464   |
| 6   | Petr Kakes (TCH)          | 223.325   |
| 7   | James Morgan (USA)        | 222.910   |
| 8   | Franz Weber (AUT)         | 222.222   |
| 9   | Silvano Meli (SUI)        | 222.085   |
| 10  | John "C.J." Mueller (USA) | 221.811   |

## Damer
| Pl. | Idrottare                   | Hastighet |
| --- | --------------------------- | --------- |
| 1   | Tarja Mulari (FIN)          | 219.245   |
| 2   | Liss Pettersen (NOR)        | 212.892   |
| 3   | Renata Kolarova (SUI)       | 210.526   |
| 4   | Anna Morin (SWE)            | 209.790   |
| 5   | Melissa Dimino-Simons (USA) | 203.620   |
| 6   | Lark Frolek (CAN)           | 195.865   |
| 7   | Francoise Beguin (FRA)      | 195.972   |
| 8   | Jacqueline Blanc (FRA)      | 199.115   |
| 9   | Lisa Powell (NZL)           | 193.966   |
| 10  | Kirsten Culver (USA)        | 193.548   |